# آئودی تیپ آر
آئودی تیپ آر (انگلیسی: Audi Type R)
یک ماشین سایز بزرگ گران‌قیمت ساخت آئودی بود که توسط آئودی بین سالهای ۱۹۲۸ تا ۱۹۳۲ به عنوان جانشین آئودی تیپ ام تولید شد.